# Carrer Planes (Alpens)
El Carrer Planes és una obra d'Alpens (Lluçanès) inclosa a l'Inventari del Patrimoni Arquitectònic de Catalunya.

## Descripció
Carrer que sols té façana de cases majoritàriament de planta i dos pisos amb els teulats a doble vessant laterals a la façana que dona al carrer. Les portes i finestres de les cases són amb llindes i muntants de pedra, algunes de les quals estan datades: 1682, 1689 són les més antigues.

## Història
Aquest carrer és dels més antics d'Alpens; així ho constaten les dates de les llindes de les seves cases.